# Suwallia forcipata
Suwallia forcipata är en bäcksländeart som först beskrevs av Sheffield Airey Neave 1929.  Suwallia forcipata ingår i släktet Suwallia och familjen blekbäcksländor. Inga underarter finns listade i Catalogue of Life.